# Hubert Minnis
Hubert Alexander Minnis, född 16 april 1954, är en bahamansk politiker som var Bahamas premiärminister mellan 2017 och 2021. Han efterträdde Perry Christie.